# Юра (посёлок)
Юра (яп. 由良町 Юра-тё:) — посёлок в Японии, находящийся в уезде Хидака префектуры Вакаяма. Площадь посёлка составляет 30,74 км², население — 5987 человек (1 августа 2014), плотность населения — 194,76 чел./км².

## Географическое положение
Посёлок расположен на острове Хонсю в префектуре Вакаяма региона Кинки. С ним граничат посёлки Хирогава, Хидака.

## Население
Население посёлка составляет 5987 человек (1 августа 2014), а плотность — 194,76 чел./км². Изменение численности населения с 1980 по 2005 годы:
| 1980 | 9468 чел. |  |
| 1985 | 9273 чел. |  |
| 1990 | 8529 чел. |  |
| 1995 | 8056 чел. |  |
| 2000 | 7625 чел. |  |
| 2005 | 7179 чел. |  |

## Символика
Деревом посёлка считается нарцисс, цветком — нарцисс.